# ريك ستيفنسون
ريك ستيفنسون (بالإنجليزية: Rick Stevenson)‏ هو مخرج أمريكي، ولد في 23 يوليو 1955.

## وصلات خارجية
- ريك ستيفنسون على موقع IMDb (الإنجليزية)
- ريك ستيفنسون على موقع ألو سيني (الفرنسية)
- ريك ستيفنسون على موقع أول موفي (الإنجليزية)
- ريك ستيفنسون على موقع قاعدة بيانات الأفلام السويدية (السويدية)
- ريك ستيفنسون على موقع قاعدة بيانات الفيلم (الإنجليزية)
- ريك ستيفنسون على موقع كينوبويسك (الروسية)